# تضمين زائد
التضمين الزائد هو الظرف الذي يسود في أنظمة الاتصال عن بعد عندما يتعدى المعدل اللحظي للموجة المضمنة القيمة الضرورية لإنتاج 100 % تضمين للموجة الحاملة، وفي إطار هذا التعريف؛ إنه دائمًا يعتبر ظرف خاطئ، وفي المصطلحات العامية؛ فإن الموجة تذهب خارج التدريج، التضمين الزائد يؤدي إلى إصدار اشعاعات زائفة بواسطة الموجة الحاملة المضمنة، وتشوه الإشارة المضمنة، وهذا يعني أن شكل موجة الخرج تم تشويهه.
على الرغم من اعتبار التضمين الزائد أحيانا مسموح، فإنه لا يجب أن يحدث عمليًا، حيث أن الموجة المشوهة سوف تسبب تشوه في إشارة الخرج لوسط الاستقبال.